# Thubten Gyatso

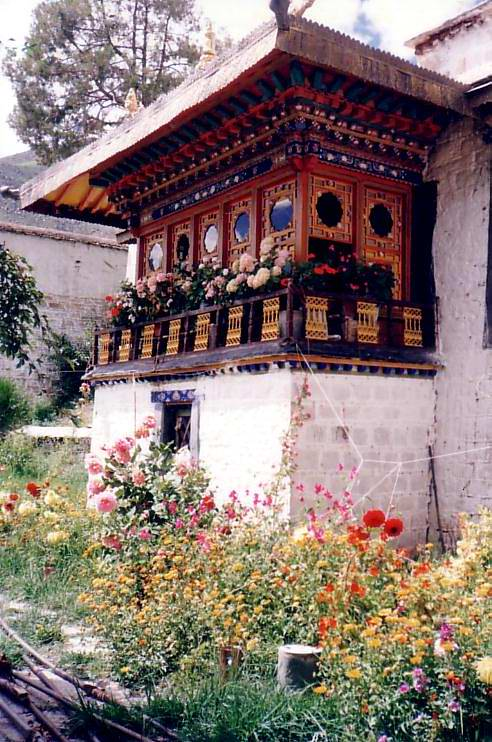
Nơi ở của Đạt-lại Lạt-ma thứ 13, Nechung, Tây Tạng

Thubten Gyatso hay Thổ-đan Gia-mục-thố (sinh ngày 12 tháng 2 năm 1876; mất ngày 17 tháng 12 năm 1933) là vị Đạt-lại Lạt-ma thứ 13 của Tây Tạng. Ông là một nhà cải cách thông minh người đã chứng tỏ là một chính trị gia khéo léo khi Tây Tạng trở thành một con tốt trong trò chơi lớn giữa đế quốc Nga, nhà Thanh của Trung Quốc và đế quốc Anh. Ông là người chịu trách nhiệm chống trả cuộc xâm lược Tây Tạng của Anh, khôi phục kỉ luật trong đời sống các tu viện, và tăng cường số lượng viên chức không phải là tăng lữ để tránh việc tập trung quyền lực vào tay các nhà sư.
Pháp luật được ban hành để chống lại nạn tham nhũng của các quan lại, một hệ thống thuế quốc gia được thiết lập, và một lực lượng cảnh sát được thiết lập. Như là kết quả của việc ông liên lạc với các thế lực nước ngoài và đại diện của họ (ví dụ như Pyotr Kozlov và Gustaf Mannerheim), vị Đạt-lại Lạt-ma đã chứng tỏ sự quan tâm đến tình hình thế giới và đã giới thiệu điện năng, điện thoại và xe hơi đầu tiên vào Tây Tạng. Tuy nhiên, vào lúc cuối đời vào năm 1933, ông thấy Tây Tạng đang chuẩn bị bước vào một giai đoạn đen tối.
Vị Đạt-lại Lat-ma thứ 13 đã dự đoán trước lúc lâm chung:
"Very soon in this land (with a harmonious blend of religion and politics) deceptive acts may occur from without and within. At that time, if we do not dare to protect our territory, our spiritual personalities including the Victorious Father and Son (Dalai Lama and Panchen Lama) may be exterminated without trace, the property and authority of our Lakangs (residences of reincarnated lamas) and monks may be taken away. Moreover, our political system, developed by the Three Great Dharma Kings (Tri Songtsen Gampo, Tri Songdetsen và Tri Ralpachen) will vanish without anything remaining. The property of all people, high and low, will be seized and the people forced to become slaves. All living beings will have to endure endless days of suffering and will be stricken with fear. Such a time will come."
"Sẽ không lâu sau trên đất nước này (nơi tôn giáo hài hòa với chính trị) các hành động lừa dối sẽ xảy ra từ bên ngoài và bên trong. Vào thời điểm đó, nếu chúng ta không đủ can đảm để bảo vệ lãnh thổ, những lãnh tụ tinh thần của chúng ta bao gồm Đạt-lại Lạt-ma và Panchen Lama sẽ bị tiêu diệt không còn lại dấu vết, tài sản và quyền hành của các Lakang (nơi ở của các hóa thân của các Lama) của chúng ta sẽ bị tịch thu. Hơn thế nữa, hệ thống chính trị của chúng ta, phát triển bởi Ba vị Tiên đế vĩ đại (Tri Songtsen Gampo, Tri Songdetsen và Tri Ralpachen) sẽ biến mất với không một dấu vết để lại. Tài sản của tất cả mọi người, cao cũng như thấp, sẽ bị tịch thu và nhân dân sẽ bị buộc trở thành nô lệ. Tất cả những người và sinh vật sống sẽ trải qua những chuỗi ngày triền miên trong khổ nhọc và run sợ. Sẽ có một thời gian như vậy
Hơn nữa, vị Đạt-lại Lạt-ma thứ 13 tiếp tục dự đoán Tây Tạng sẽ bị xâm lăng và tuyên bố rằng ông sẽ chết sớm, để người kế vị ông đủ khôn lớn và hành xử như một nhà lãnh đạo khi cuộc xâm lăng xảy ra. Ông qua đời vài tháng sau đó.

## Hình ảnh

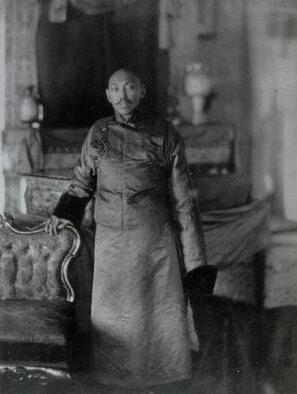
Vị Đạt-lại Lạt-ma thứ 13, năm 1910